# Малкълм Дейвид Кели
Малкълм Дейвид Кели (на английски: Malcolm David Kelley, роден на 12 май 1992 г.) е американски актьор и рапър, най-известен с ролята си на Уолт Лойд в сериала „Изгубени“. Участва в епизоди на Judging Amy, „Разобличаване“ и „Кости“.
През 2013 г. заедно с Тони Олър основават поп-дуото MTKO, подписват договор с Columbia Records и записват първият си албум. През 2014 г. дуото гостува в епизода на сериала „Тандърмен срещу Тандърмен“.